# Austrian Airlines

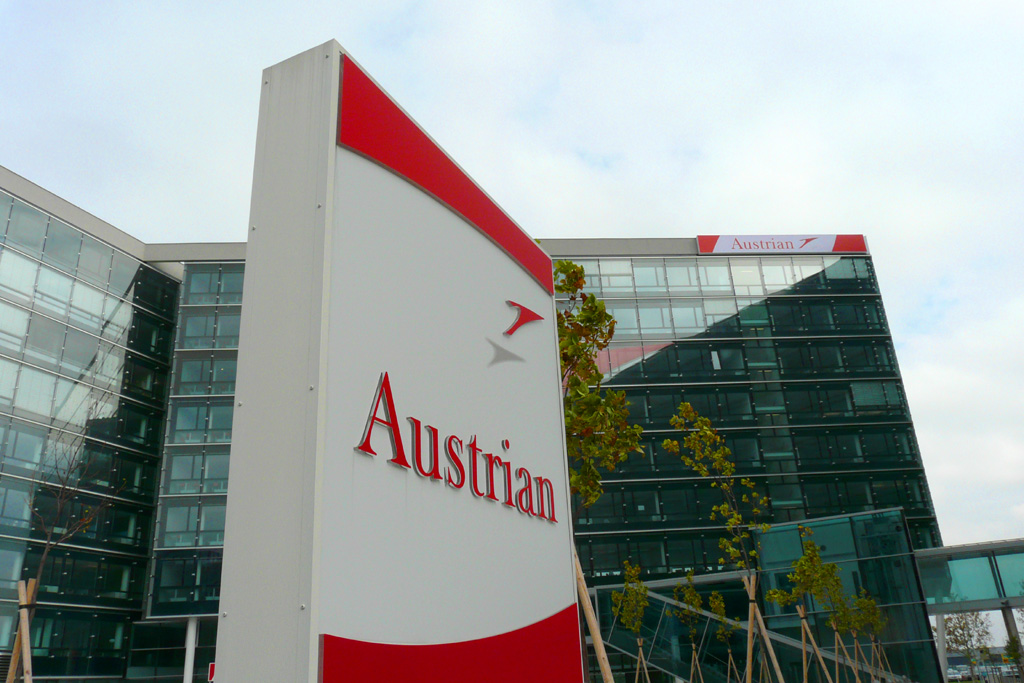
Austrian Airlines headquarters in Schwechat

Austrian Airlines là hãng hàng không quốc gia của Áo có tổng hành dinh tại sân bay quốc tế Viên, tại Schwechatt, Viên và là một công ty con của Lufthansa. Cùng với các công ty con là Tyrolean Airways (Austrian Arrows) và hãng bay thuê Lauda Air, Austrian Airlines khai thác các đường bay tới 130 điểm trên thế giới. Trạm trung chuyển chính của hãng là sân bay quốc tế Wien, điểm đến quan trọng là sân bay Innsbruck. Hãng là một thành viên của liên minh hàng không Star Alliance.

## Lịch sử hình thành
Hãng được thành lập vào ngày 30-09-1957 và thực hiện chuyến bay đầu tiên vào ngày 31-03-1958 khi một chiếc Vickers Viscount 779 cất cánh từ Viên đi London và ghé qua Zurich. Austrian Airlines ra đời sau khi Air Austria sáp nhập với Austrian Airways. Hãng bắt đầu phục vụ các đường bay quốc nội từ ngày 01-05-1963. Chuyến bay vượt Đại Tây Dương đầu tiên của hãng được thực hiện vào ngày 01-04-1969 từ Viên đi New York ghé qua Brussels. 

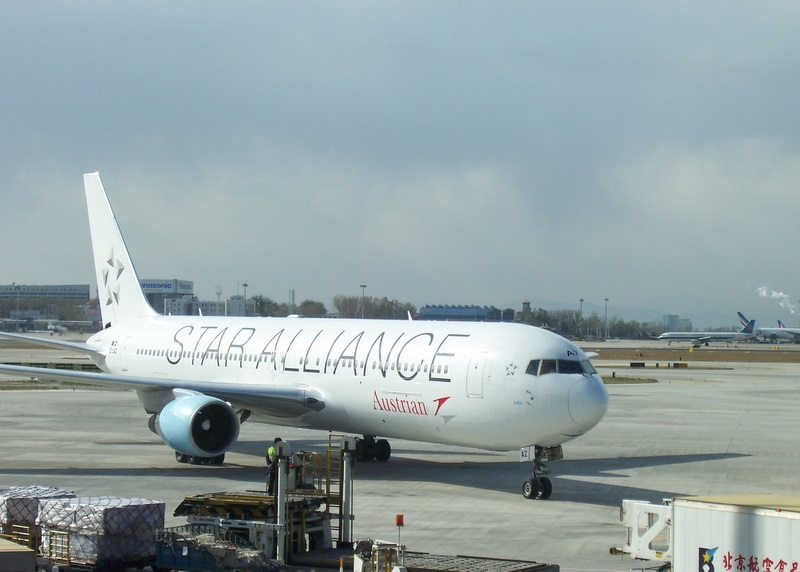
Austrian Airlines B767-300 with Star Alliance livery seen at Beijing Capital International Airport (2008)

Năm 1990, hãng đã liên kết với các liên minh chiến lược mới, cũng như mở rộng sự hiện diện của mình trên thị trường đường dài, khai trương các dịch vụ mới đến Trung Quốc và Nam Phi
Năm 2000, hãng trở thành thành viên của liên minh hàng không Star Alliance. Cùng năm đó, hãng sở hữu Lauda Air, một hãng hàng không chuyên thực hiện các đường bay quốc tế tầm xa. Ngày 15-02-2001, hãng sở hữu tiếp Rheintalflug.
Vào tháng 10 năm 2006, Nước Áo buộc phải áp dụng chính sách tiết kiệm chi phí nghiêm ngặt và vào năm 2007, nước này đã loại bỏ hơn 500 việc làm. Nhiều chuyến bay đi đường dài đã bị hủy, chẳng hạn như Sydney nối chuyến qua Kuala Lumpur-International, Melbourne nối chuyến qua Singapore, Katmandu hay Phố Đông- Thượng Hải. Ba chiếc Fokker 70 còn lại được chuyển cho hãng Tyrolean Airways. Hãng cũng quyết định loại bỏ các máy bay Airbus đường dài, bao gồm 4 chiếc Airbus A340 và 4 chiếc Airbus A330, để tiêu chuẩn hóa đội bay thay vì những chiếc Boeing 777 và Boeing 767. Hãng cũng loại bỏ các suất ăn miễn phí trên chuyến bay và đồ uống có cồn trên các đường bay ngắn, giới thiệu dịch vụ được gọi là "Quán rượu tự chọn", ngoại trừ trên các chuyến bay từ London-Heathrow và bất kỳ chuyến bay nào có thời gian bay trên 100 phút. Trụ sở chính chuyển từ Oberlaa đến sân bay quốc tế Viên vào năm 2007, trong khi trụ sở chính vẫn ở Vienna.
Tháng 11-2008, Austrian Airlines và Lufthansa công bố rằng Lufthansa muốn sở hữu cổ phiếu của ÖIAG và 2% mà Austrian Airlines đang sở hữu, và kết quả của thương vụ này là Lufthansa trở thành cổ đông chính của Austrian Airlines. Cùng với sự phê chuẩn của ủy ban thương mại châu Âu, Lufthansa đã mua lại Austrian Airlines vào tháng 9-2003.
Sau quá trình tư nhân hóa, cả hai sáng kiến mở rộng đội tàu bay và tiết kiệm chi phí đã được ban hành khi hãng được tái cấu trúc; những thay đổi có thể nhìn thấy bao gồm thay đổi đường bay, thiết kế công ty mới và phương tiện bay được thay đổi. Sau tranh chấp lao động về một số biện pháp cắt giảm chi phí, tất cả các chuyến bay của Austrian Airlines vào ngày 1/7/2012 đã được chuyển giao cho công ty con của hãng, Tyrolean Airways, hoạt động dưới tên Áo. Vào ngày 1 tháng 4 năm 2015, sau khi đạt được thỏa thuận lao động mới, tất cả các chuyến bay được chuyển trở lại Áo và hãng Tyrolean Airways được sáp nhập vào công ty mẹ của nó. Vào cuối những năm 2010, việc tái cấu trúc cả đội bay và mạng lưới tuyến của hãng vẫn tiếp tục. Vào ngày 17/3/2020, hãng đã tạm ngừng hoạt động do sự bùng phát dịch COVID-19.

## Nhận diện thương hiệu
Gam màu chính của Austrian Airlines luôn luôn là đỏ-trắng-đỏ theo màu quốc kỳ Áo. Các máy bay khoảng giữa thập niên 50 và 80 được sơn màu bạc ở phần thân sau, phần thân trước màu trắng với hình mũi tên của Austrian Airlines và dòng chữ Austrian Airlines màu đỏ. Tuy nhiên trong khoảng từ 1972-1995 và từ năm 2005 trở đi, chỉ còn chữ Austrian.
Hình mũi tên của Austrian Airlines (Austrian Chevron) có tất cả ba phiên bản. Năm 1960, nó giống như hình dạng của một chiếc máy bay giấy. Phiên bản hiện tại được đưa ra vào năm 1972.

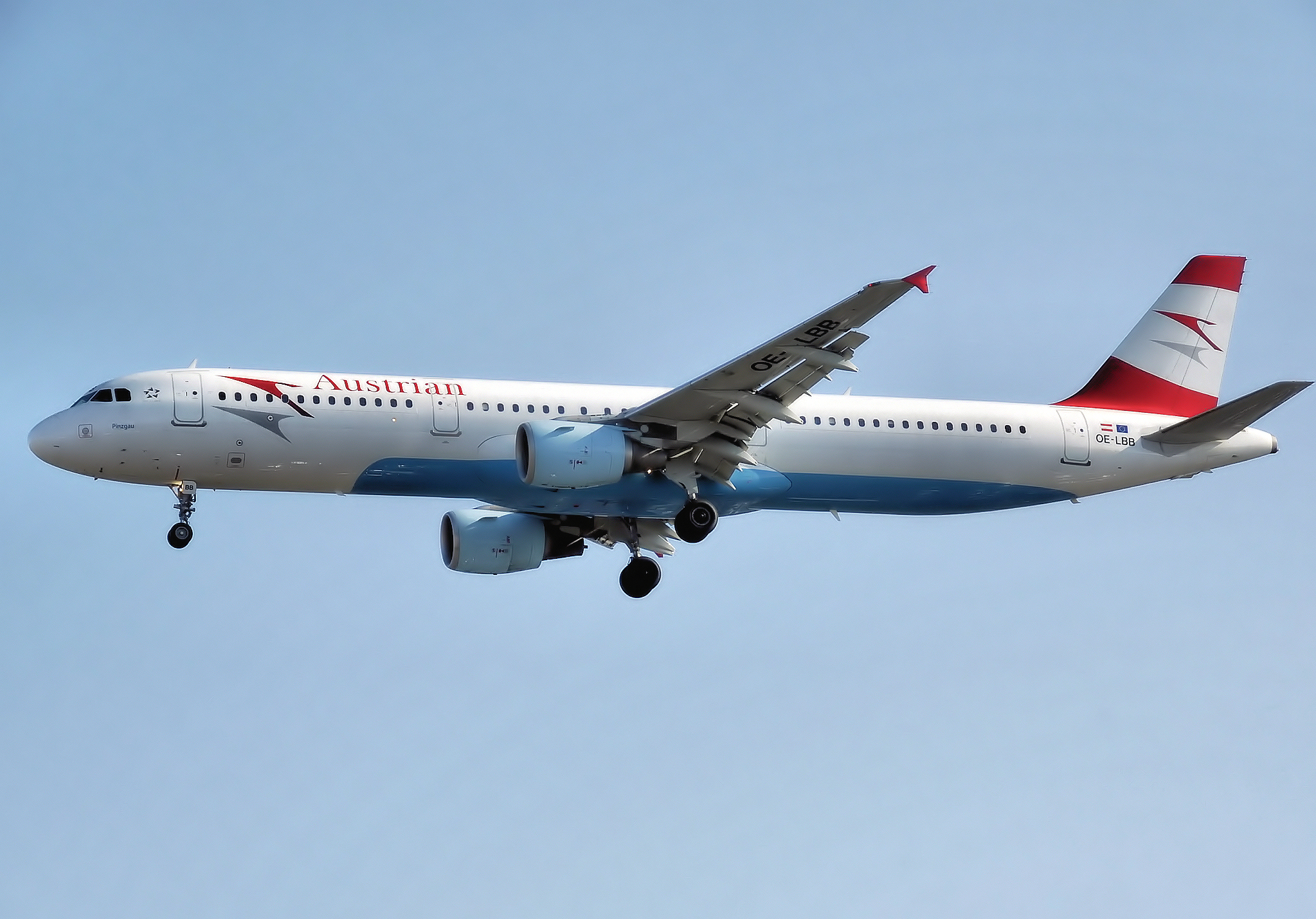
Airbus A321-100 hạ cánh tại London Heathrow

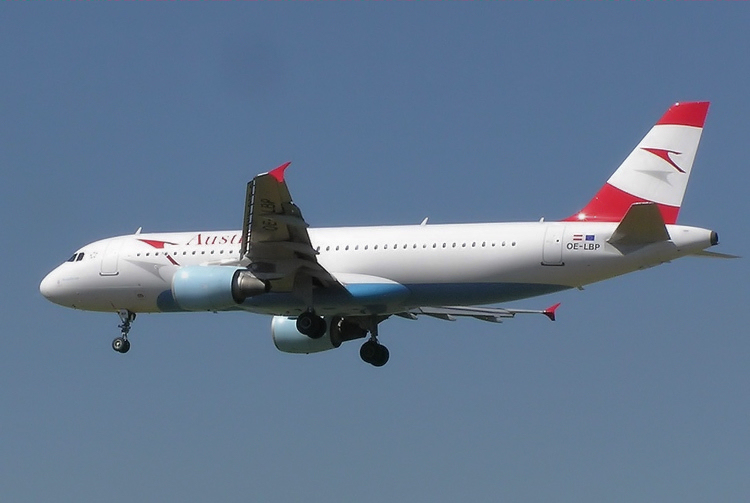
Airbus A320 hạ cánh tại London Heathrow

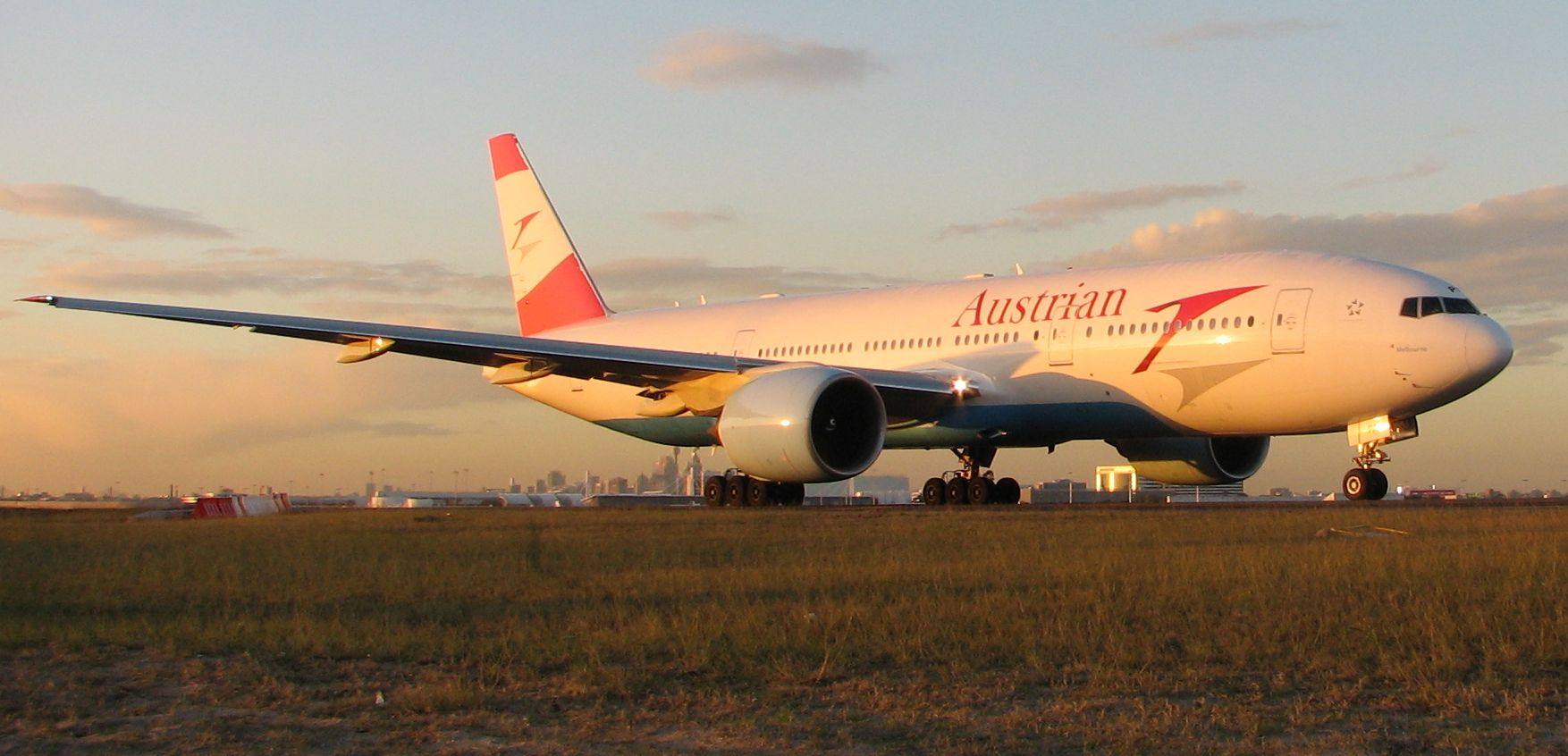
Boeing 777-200ER tại sân bay Kingsford Smith Sydney

## Điểm đến
Hãng có mạng lưới đường bay chủ yếu ở Đông Âu và Trung Đông, phần lớn các chuyến bay do Tyrolean thực hiện.
Năm 2006, nhằm tiết kiệm 51 triệu đô la Mỹ một năm, hãng đã cho ngừng hoạt động một số máy bay Airbus A330 và Airbus A340 gồm bốn chiếc A330-200, hai chiếc A340-200 và hai chiếc Airbus A340-300. Một số trong số này được bán cho TAP Portugal, Swiss và không quân Pháp. Hậu quả của việc này là số lượng đường bay tầm xa của hãng giảm đi đáng kể. Austrian Airlines đã dừng các đường bay tới Úc và Đông Á. Đường bay tới Thượng Hải kết thúc vào tháng 1-2007 và tháng 4 và 05 cùng năm, hãng cũng dừng các đường bay tới Phuket, Mauritius, Colombo, Malé và Kathmandu.
Tháng 3-2007 hãng cũng kết thúc hai đường bay dài nhất của mình trong chặng Kangaroo Route là Wien-Singapore-Melbourne và Wien-Kuala Lumpur-Sydney

## Thỏa thuận chia sẻ chỗ
Austrian Airlines có thỏa thuận chia sẻ chỗ với các hãng hàng không sau:
- Adria Airways
- Air Canada
- Air China
- Air France
- Air India
- Air Malta
- airBaltic
- All Nippon Airways
- Asiana Airlines
- Atlantis European Airways
- Bangkok Airways
- Belavia
- Brussels Airlines
- Croatia Airlines
- EgyptAir
- Ethiopian Airlines
- Eurowings
- Georgian Airways
- Germanwings
- Iran Air
- LOT Polish Airlines
- Lufthansa
- Luxair
- Montenegro Airlines
- Scandinavian Airlines
- Swiss International Air Lines
- TAP Portugal
- TAROM
- Thai Airways
- Ukraine International Airlines
- United Airlines

## Đội bay
Đội bay của Austrian Airlines gồm những máy bay sau (4/2024):
*Note: Business and Economy on the A319, A320, A321 can vary depending on demand 

### Hình ảnh đội bay

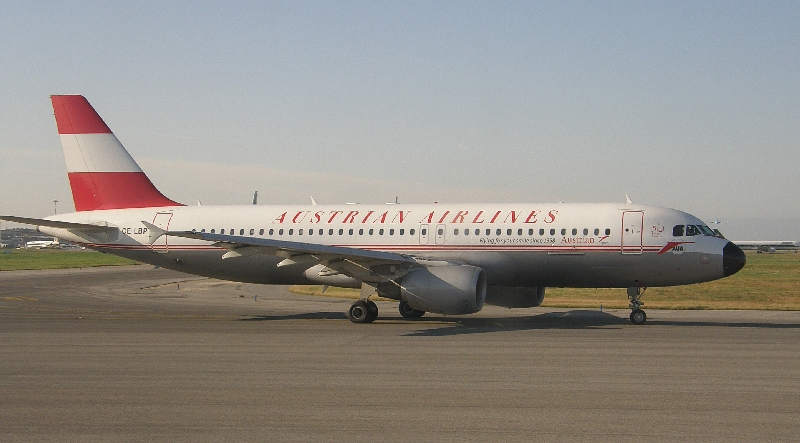
Airbus A320-214 in retro livery
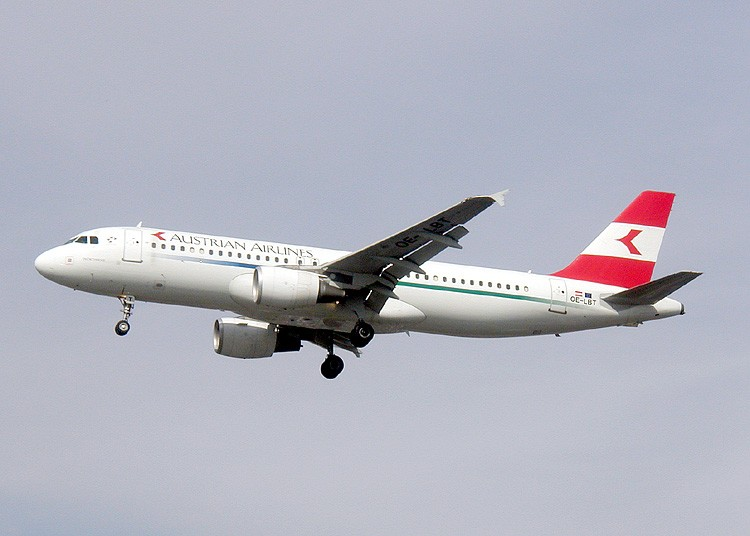
Airbus A320-214
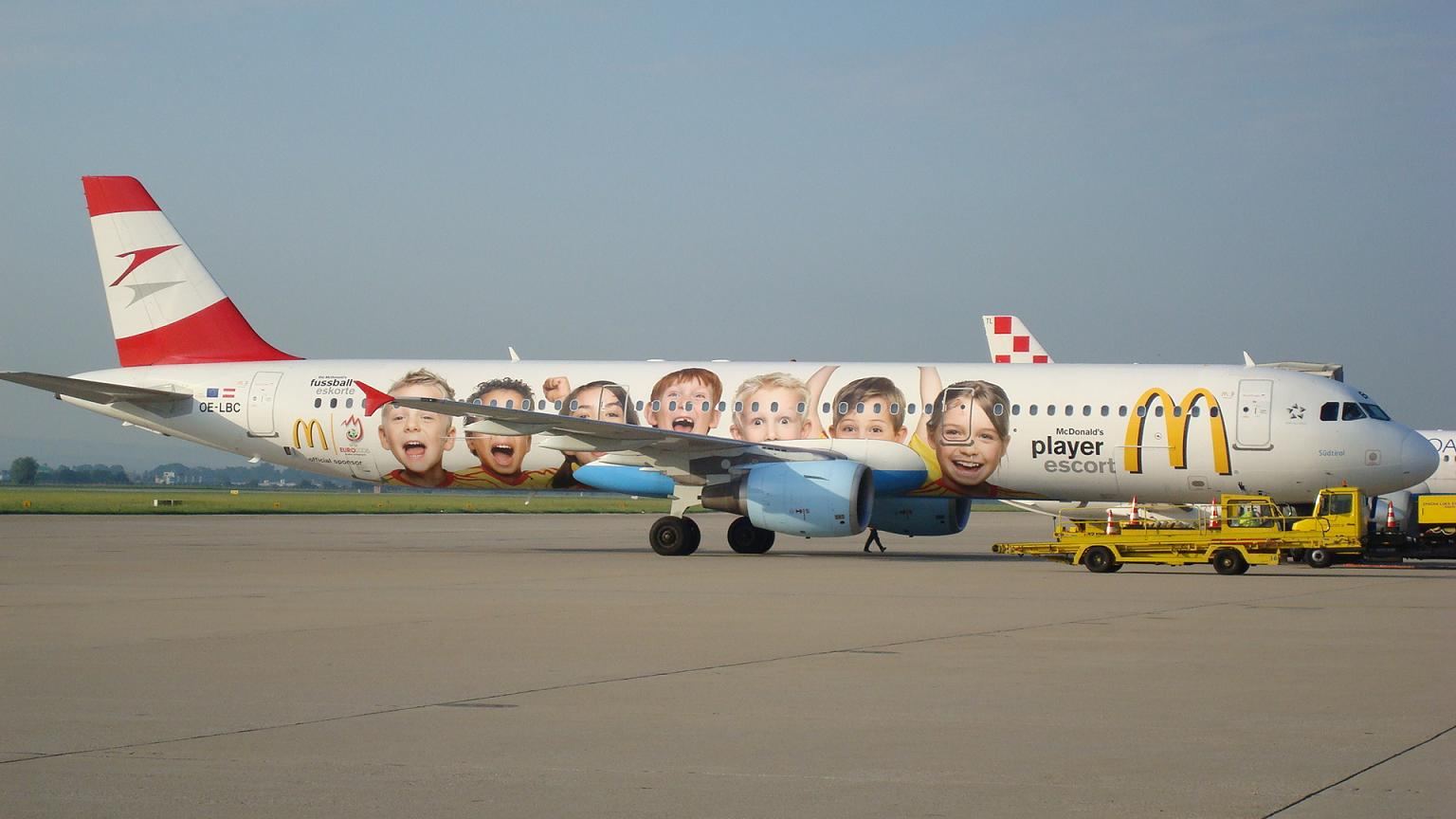
Airbus A321-111 in McDonalds livery
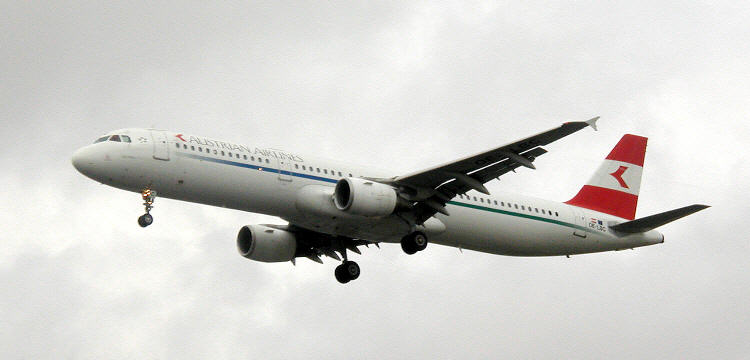
Airbus A321-111
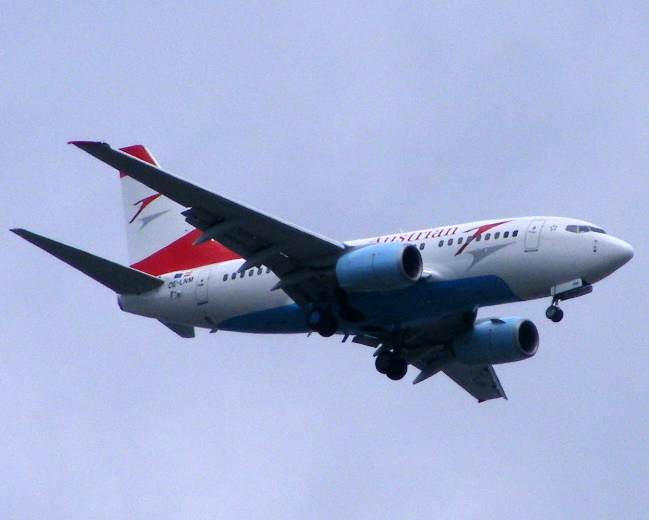
Boeing 737-600
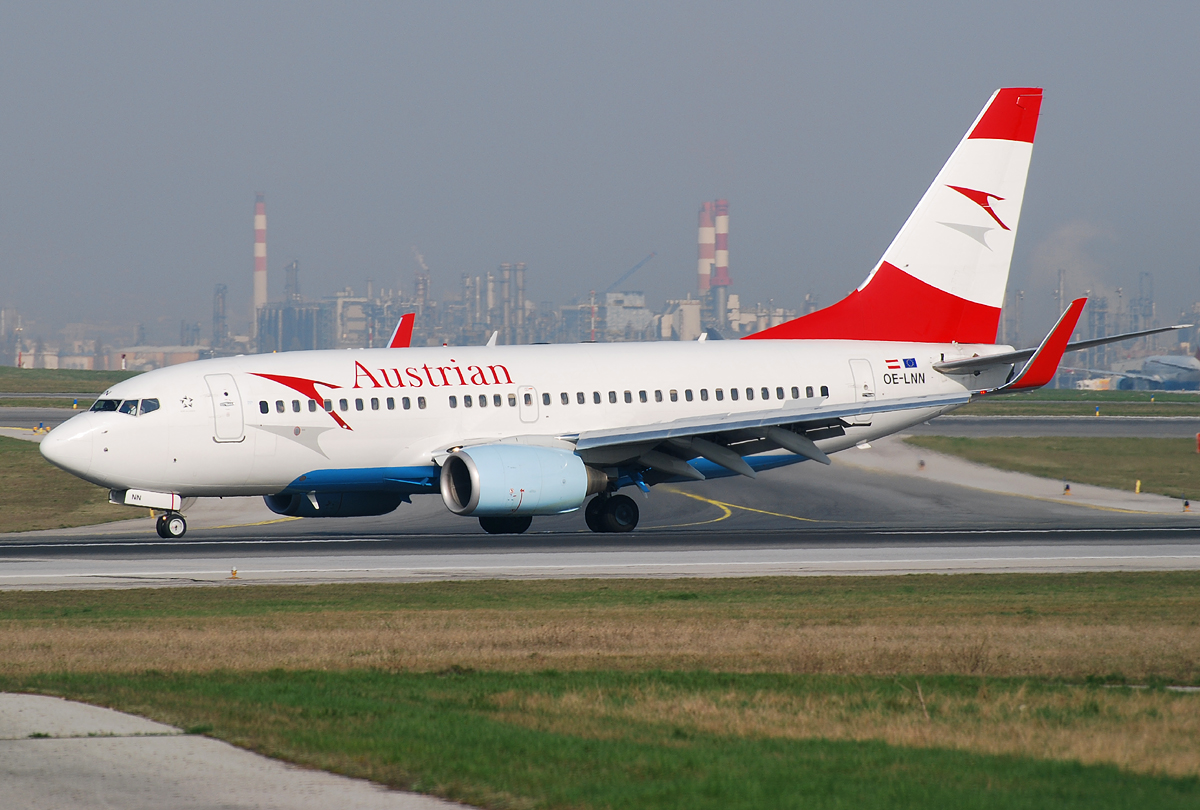
Boeing 737-700
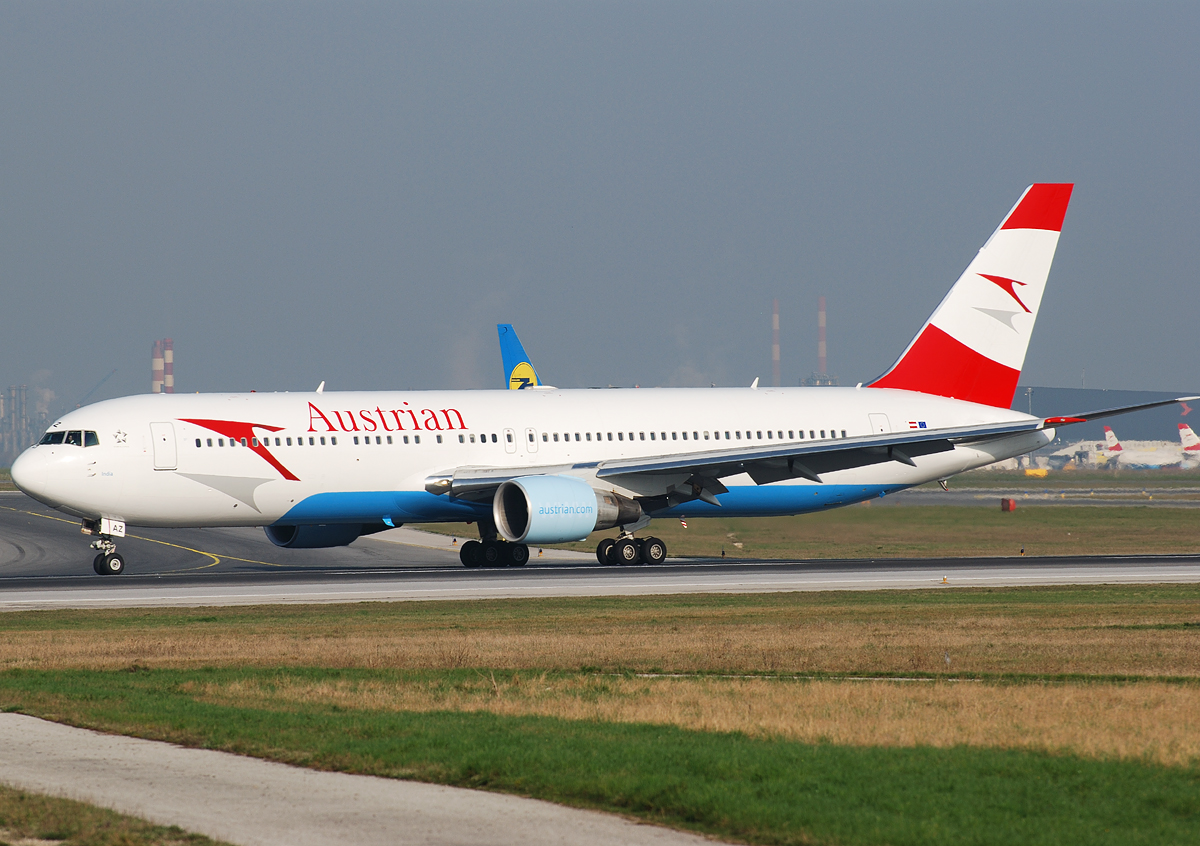
Boeing 767-300ER
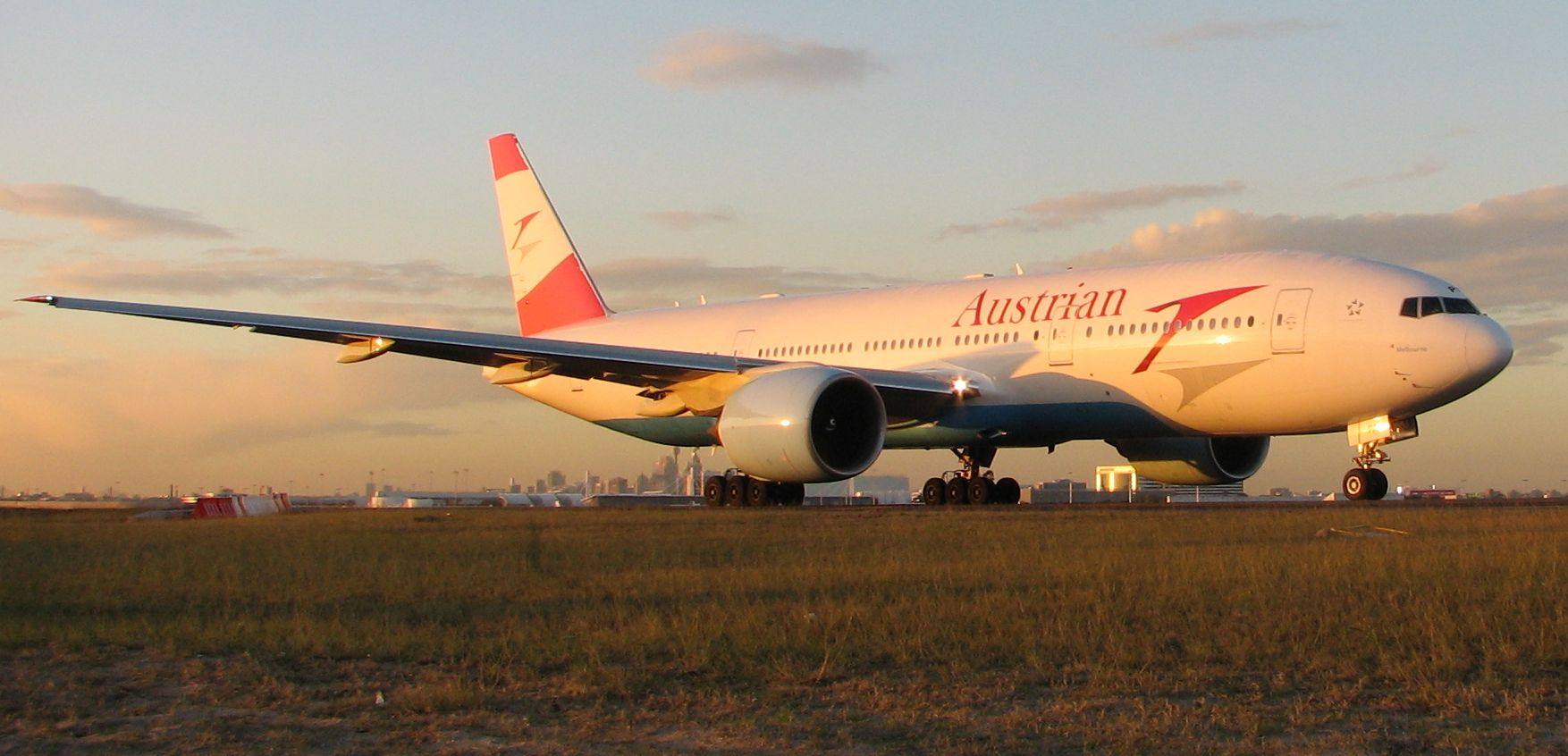
Boeing 777-200ER